# 25594 Kessler
25594 Kessler è un asteroide della fascia principale. Scoperto nel 1999, presenta un'orbita caratterizzata da un semiasse maggiore pari a 2,9781168 UA e da un'eccentricità di 0,0619807, inclinata di 10,63641° rispetto all'eclittica.